# Compound Eye Sessions
Compound Eye Sessions – kolaboracyjny minialbum artystów Raymonda Wattsa (PIG) i występującego pod pseudonimem "MC Lord of the Flies" Marka Heala, który zostanie wydany 13 kwietnia 2015 roku. Oprócz wydania digital download pojawi się również wydanie CD, ograniczone jedynie do 500 kopii. Będzie to pierwsze wydawnictwo od 10 lat wydane przez Raymonda Wattsa. Okładka i lista utworów zostały ujawnione na Twitterze 21 marca.

## Lista utworów
1. "Drugzilla" - 4:13
2. "The Compound Eye" - 5:09
3. "Shake" - 4:08
4. "The Doll" - 3:50
5. "The Compound Eye" (Fulberton Mix) - 7:13
6. "Drugzilla" (Pork Talk Mix) - 4:19
7. "The Compound Eye" (Tsetse Mix) - 6:34
8. "Shake" (Snakehandler Mix) - 5:23